# Steel Cup
Steel Cup je hokejový turnaj hraný v Třinci a v Ostravě v Česku od roku 2014 v letních měsících. Pořádají jej týmy HC Oceláři Třinec a HC Vítkovice. Účastní se čtyři celky, když pořadatele doplní dva zahraniční pozvané celky většinou jak slovenské, tak i evropské hokejové kluby a výběry.

## Jednotlivé ročníky
| Rok  | 1. místo                | 2. místo            | 3. místo           | 4. místo      |
| ---- | ----------------------- | ------------------- | ------------------ | ------------- |
| 2014 | HC Oceláři Třinec       | Severstal Čerepovec | HC Vítkovice Steel | HC Košice     |
| 2015 | Torpedo Nižnij Novgorod | HC Oceláři Třinec   | HC Vítkovice Steel | HC Košice     |
| 2016 | HC Slovan Bratislava    | HC Oceláři Třinec   | HC Vítkovice Steel | Linköpings HC |
| 2017 | nehrálo se              | nehrálo se          | nehrálo se         | nehrálo se    |